# Олександра Грант
Олександра Грант, Александра Грант (англ. Alexandra Grant; нар. 1973) — американська художниця, яка вивчає мову та письмові тексти через живопис, малюнок, скульптуру, відео та інші засоби масової інформації. Живе в Лос-Анджелесі.

## Раннє життя та освіта
Грант народилася в Фейрв'ю Парк, штат Огайо. Її мати — шотландська професор геології, батько — професор політології, американського дипломата та адміністратора освіти в Африці та на Близькому Сході. Її батьки, які і проводили час в Африці, розлучилися, коли вона була дитиною, і вона жила зі своєю матір'ю в Мехіко. У Мехіко вона відвідувала британську школу. Коли їй було 11 років, Грант протягом року відвідувала школу-інтернат, школу Томаса Джефферсона, у Сент-Луїсі, штат Міссурі. Незабаром після цього вона переїхала з матір'ю до Парижа, де відвідувала Міжнародну школу в Парижі. Внаслідок цього досвіду в різних регіонах Європи та Близького Сходу, Грант є багатомовною: розмовляє англійською, іспанською та французькою мовами.
1994 року Грант закінчила Swarthmore College і здобула ступінь бакалавра з історії та студійного мистецтва. У 2000 році Грант закінчила Каліфорнійський коледж мистецтв у Сан-Франциско за спеціальністю MFA (Master of Fine Arts) з живопису.

## Кар'єра
У 2007 році Грант провела свою першу персональну виставку в Музеї сучасного мистецтва в Лос-Анджелесі, куратором якої стала Алма Руїс. У каталозі з виставки представлені масштабні твори Грант на папері та есе про роботу Грант від Руїз.
У 2015 році Грант виставила свою роботу в картині під назвою «Антигона 3000», натхненної грецьким міфом, а саме фразою Софокла, де Антігона протиставляється своєму дядьку Креону — цареві, і каже: «Я народилася, щоб любити не ненавидіти.» Робота Antigone 3000 були показані в Центрі мистецтв у Барнсдалі, та останнім часом у 2017 році в Музеї мистецтв графства Лос-Анджелес (LACMA) в рамках виставки «LA Exuberance: останні подарунки художників».

### Викладання
Грант працювала професором. З 2009 по 2011 рік вона була доцентом в Art Center College of Design (Пасадена, Каліфорнія). У 2010 році Грант викладала семінар з мистецтва в штаті Кал Стейт Норрідж, а з 2013 по 2014 рік була наставником у програмі дистанційного Master of Fine Arts Тихоокеанського північно-західного коледжу мистецтв. У 2015 році Грант була наставником програми Master of Fine Arts в університеті Сіракуз і спільно викладала курс з Ізабель Люттеротт в Університеті Ашесі в Акрі, Гана.

### Фільм
2015 року в рамках резиденції в Центрі сучасного мистецтва в м. Омаха, штат Небраска, Грант зняла документальний фільм під назвою «Відвезти Лену додому» (Taking Lena Home). Фільм розповідав про повернення викраденого надгробного пам'ятника до сільської Небраски.

### Книги
На початку 2011 року Герхард Штайдл опублікував «Оду щастя», першу співпрацю Гранта з Кіану Рівзом. Це була перша книга художника Грант і перша книга Рівза як письменника.
2016 року Грант та Рівз знову об'єдналися для своєї другої співпраці — Тіні (Shadows) — книги і набору фотографічних зображень, надрукованих Стейдлом у Німеччині. Фотографії були виставлені в Галереї ACME в Лос-Анджелесі та Галереї Очі в Сан-Веллі. У рамках виходу книги Грант співпрацювала з художницею Алією Разою для журналу Issue, який демонстрував моду та тіні.

### X Artists Books
2009 року Грант познайомилася з актором Кіану Рівз на соціальному заході. 2017 року вони створили невелику видавничу компанію під назвою X Artists Books, іноді скорочено XAB.

## Особисте життя
Протягом певного часу зустрічається з Кіану Рівзом.

## Підтримка України
На її офіційний сторінки Instagram можна побачити публікації в підтримку проти війни, благодійний фонд і згадки українську художницю Марію Примаченко.

## Вибрані публікації
- Grant, Alexandra; Ruiz, Alma (organized by) (2007). MOCA Focus: Alexandra Grant. Los Angeles: Museum of Contemporary Art. ISBN 9781933751016. OCLC 124037888. Архів оригіналу (Exhibition catalog) за 9 листопада 2019. Процитовано 23 листопада 2019. — Catalog of an exhibition held at the Museum of Contemporary Art, Los Angeles, Apr. 26-Aug. 13, 2007
- Reeves, Keanu (text by); Grant, Alexandra (drawings by, book design by) (2011). Bergam, Janey (ред.). Ode to Happiness. Göttingen: Steidl Publishers. ISBN 9783869302096. OCLC 756797130.
- Reeves, Keanu (texts by); Grant, Alexandra (photographs by) (2014). Shadows: A Collaborative Project by Alexandra Grant and Keanu Reeves. Göttingen: Steidl Publishers. ISBN 9783869308272. OCLC 965117169.
- Grant, Alexandra (2014). Grasshoppers. Osceola, NE: Polk County Historical Society.
- Cixous, Hélène; Grant, Alexandra; Nashak, Robert (essay by); Rivas, Pilar Tompkins (essay by); Whitelegg, Isobel (essay by) (2016). Forêt intérieure = Interior forest: A participatory art project by Alexandra Grant in collaboration with Hélène Cixous (англ.) (фр.). Santa Monica, CA & Saint-Ouen, France: 18th Street Arts Center & Mains d'Oeuvres. ISBN 9780990811916. OCLC 1005899837. Архів оригіналу (exhibition catalog) за 5 листопада 2019. Процитовано 23 листопада 2019. — Exhibition at 18th Street Arts Center, Santa Monica, April 15-June 28, 2013, and at Mains d’Œuvres, Saint-Ouen, France, August 24-October 27, 2013[30]
- Grant, Alexandra; Wood, Eve (images by) (2017). The Artists' Prison. South Pasadena: X Artists' Books. ISBN 9780998861616. OCLC 1057672451.